# Bettne (rivière)
La rivière Bettne  (anglais : Bettne River) est une rivière du sud du District de Westland, de l’Ile du Sud de la Nouvelle-Zélande. C'est un affluent de la rivière Waiatoto, qui prend naissance dans les Alpes du Sud  et s’écoule vers le nord-ouest pour rejoindre cette rivière à 4 km au sud de « Bonar Flats ».